# 烏博爾季河

烏博爾季河（烏克蘭叶米利奇内段）

烏博爾季河（羅馬化：Ubort，羅馬化：Ubarts）是烏克蘭及白俄羅斯的河流，屬於普里皮亞季河的右支流，由日托米爾州和戈梅利州負責管轄，河道全長292公里，流域面積5,820平方公里，每年十一月至翌年四月結冰。
52°06′05″N 28°27′56″E / 52.10139°N 28.46556°E